# Тебе стоило уйти
«Тебе стоило уйти» (англ. You Should Have Left) — американский психологический фильм ужасов 2020 года, режиссёра Дэвида Кеппа по мотивам одноимённой книги Даниэля Кельмана 2017 года. В главных ролях Кевин Бэйкон и Аманда Сейфрид.
Первоначально фильм планировался к выпуску в кинотеатрах, но был выпущен 18 июня 2020 года на стриминговом сервисе компании Universal Pictures. Фильм получил смешанные отзывы критиков.

## Сюжет
Теодор Конрой — бывший банкир, женатый на Сюзанне, актрисе, и у них есть дочь Элла. Однажды, когда Тео пытается навестить Сюзанну на съёмочной площадке, ему отказывают во входе. Ожидая разрешения, он слышит, как Сюзанна снимается в любовной сцене, и заметно раздражается. Позже Сюзанна извиняется перед Тео, объясняя его препятствия недоразумением, и говорит ему, что «внесла его в список одобренных». Тео сообщает Сюзанне, что охранник на съёмочной площадке узнал его; Сюзанна дразнит Тео, говоря ему, что «они считают тебя опасным».
Конрой решают провести отпуск в Уэльсе. По вечерам, когда Элла играет в театр теней, она видит, как на стене появляется что-то похожее на тень человека.
Тео ведёт дневник, чтобы справиться с психологической травмой. Сюзанна и Элла идут гулять в лес, когда Элла спрашивает свою маму, почему люди, кажется, ненавидят её отца. Сюзанна объясняет, что первая жена Тео утонула в ванне, и люди подозревают, что Тео убил её, хотя Сюзанна делает всё возможное, чтобы защитить Тео. Позже Тео узнаёт, что Сюзанна рассказала Элле, и упрекает её за это, так как он ждал подходящего момента, чтобы поговорить с ней об этом. Это приводит к спору, но Тео извиняется перед ней.
Тео отправляется в город за продуктами. Лавочник спрашивает Тео, живёт ли он в этом доме, и ссылается на Стетлера и все дома, которые были на этом холме раньше. Когда Тео уходит, другая женщина спрашивает его о Стетлере.
Позже той же ночью Тео бродит по дому и находит то, что кажется потайной лестницей за книжными полками. Он спускается по лестнице и натыкается на то, что кажется телом Эллы. Он знает, что это сон, и пытается проснуться, перерезая себе вены, а потом горло. Тео просыпается невредимым.
На следующий день семья готовится к отъезду, так как они не очень хорошо проводят время. Тео наблюдает, как Сюзанна и Элла играют на улице. Он пытается написать ей что-то, но когда она смотрит на свой телефон, он находит тот же телефон на кухонном столе. Затем он заглядывает в свой дневник и находит там то, что никогда не писал. Затем он выходит на улицу, чтобы дать Сюзанне другой телефон, это приводит к конфликту, в ходе которого она признается, что изменяла Тео с актёром по имени Макс. Это заканчивается тем, что Тео просит Сюзанну провести ночь в другом месте. Дочь остаётся с ним.
Тео и Элла начинают замечать странные вещи в доме, например, когда он льёт воду, она растекается на две почти симметричные половины, также как внутренняя часть одной комнаты больше, чем внешняя. Позже они оба, кажется, испытывают видения в мире снов, но Тео удаётся вернуться к Элле. Он пытается вызвать такси и получает ответ от владельца магазина, что в этом районе нет такси и что-то о дьяволе, собирающем души из этого дома.
Тео и Элла готовятся к отъезду, уходя от дома. Тео видит фигуру, стоящую у окна и наблюдающую за ними. В конце концов они каким-то образом возвращаются в дом. Тео убеждает Эллу остаться там на ночь, но пока они спят, Тео снова входит в мир грёз и видит своё прошлое и прошлое Сюзанны, когда они впервые пришли в дом и восхищались им. Затем он обнаруживает, что Элла в ловушке, и он не может найти её. Он противостоит Стетлеру, который принимает форму Тео, чтобы насмехаться над ним. Он говорит, что вернёт Эллу при условии, что Тео сделает то, что должен. Элла возвращается к нему, и он обнимает её.
Сюзанна возвращается, и Тео сажает Эллу в машину. В конце концов он признается Сюзанне в том, что произошло с его первой женой. Он не убил её прямо, но видел, как она потеряла сознание, и просто не захотел её спасать, позволив ей умереть на его глазах. Сюзанна в ужасе. Затем мы видим, что душа Тео теперь заперта в доме.
Голос лавочника говорит, что некоторые люди не выходят из дома. Аренда дома снова становится доступной на веб-сайте.

## В ролях
- Кевин Бейкон — Тео Конрой
- Аманда Сейфрид — Сюзанна
- Эйвери Эссекс — Элла
- Джофф Белл — Ангус
- Лоури-Энн Ричардс — «Тонкая» женщина

## Производство
В марте 2018 года было объявлено, что в фильме снимется Кевин Бэйкон, а Дэвид Кепп будет режиссёром и сценаристом фильма, основанного на одноимённом романе Даниэля Кельмана. Кепп и Бэйкон ранее сотрудничали в фильме 1999 года «Отзвуки эха». Джейсон Блум будет выступать в качестве продюсера со своей компанией Blumhouse Productions. В июне 2018 года Аманда Сейфрид присоединилась к актёрскому составу фильма.
Съёмки проводились в разных местах Уэльса, в том числе в Life House в Лланбистере, графство Радноршир.

## Музыка
Саундтрек к фильму написал Джефф Занелли. Back Lot Music выпустила саундтрек 18 июня 2020 года, что совпало с цифровым релизом фильма.

## Релиз
Первоначально запланированный на кинопоказ, Universal Pictures решила выпустить фильм в цифровом виде в Соединенных Штатах и Канаде через премиальный VOD 18 июня 2020 года из-за закрытия кинотеатров с середины марта из-за пандемии COVID-19.

## Приём

### Продажи VOD
В свой первый уик-энд фильм был вторым по популярности в прокате на FandangoNow и iTunes Store. Во второй уик-энд он упал до третьего и шестого места соответственно. В свой третий уик-энд фильм занял уже шестое место на FandangoNow, но занял второе место в недельном чарте Spectrum, затем в следующий уик-энд занял пятое место на обоих сервисах.

### Приём критиков
На агрегаторе рецензий Rotten Tomatoes рейтинг одобрения составляет 40% на основе 110 отзывов, со средним рейтингом 4,9 из 10 На Metacritic фильм имеет среднюю оценку 46 из 100, основанную на 27 отзывах, что указывает на «смешанные или средние отзывы».